# Cédric Jacquet
Pour les articles homonymes, voir Jacquet.
Cédric Jacquet (né le 22 mars 1968) est un photographe animalier belge.

## Biographie
Né le 22 mars 1968 à Bruxelles, Cédric Jacquet a initialement entamé une carrière dans l’informatique avant de transformer sa passion pour la photo nature en métier, en 2003. En tant que free-lance, il enchaine depuis les reportages photos à l’étranger – avec une prédilection pour le sud de l’Afrique. Avec son épouse Elyane Van Coillie, également photographe professionnelle (reportage ‘humain’), il a passé plus d’un an en Afrique septentrionale, en particulier en Namibie.
Mais il est également actif en France et en Belgique, où il cherche à photographier des paysages animaliers baignés dans des ambiances brumeuses. De ce travail de longue haleine est tiré son livre C’est beau près de chez vous, coédité par Jacaranda et les éditions Racine,, et Natuur om de hoek, ouvrage en néerlandais édité par Lannoo. L’exposition « Monochromes » l’a fait connaître auprès du grand public, notamment au Festival Nature de Montier-en-Der (France), au Festival de l’Oiseau de Baie de Somme (France), au Festival Nature Namur (Belgique)… En 2011, il était parrain 'Vision Libre' du plus grand festival nature d'Europe. En 2012, il est cofondateur de l'association PPNat - Photographes pour la Préservation de la Nature, et en 2016 il est admis à l'ILCP "International League of Conservation Photographers".
Conférencier au Koninklijke Academie voor Schone Kunsten d’Avers et au Natural History Museum de Londres, il collabore également au développement de Adobe Photoshop Lightroom.
Il travaille régulièrement comme consultant externe pour Canon : comme conférencier, pour donner des formations ou encore pour tester du nouveau matériel.
Son travail a été primé à de nombreux concours : Festival de Baie de Somme, Montier-en-Der, Aves, Canon International Nature Awards, Wildlife Photographer of the Year…
Enfin, il a fait partie ou dirigé plusieurs jurys de concours.

## Distinctions
Entre autres :
- Wildlife Photographer of the Year, mention Highly commended, catégorie Animals in their Environment, photo White on White[11] ;
- Festival de l’Oiseau de Baie de Somme en 2010, 1er prix catégorie ‘Oiseaux en vol’ et une ‘mention spéciale’[12] ;
- Festival Nature de Montier-en-Der, catégorie ‘Oiseaux’ et catégorie ‘Paysages’ en 2008 ;
- Concours Aves, prix ‘Lumières et Ambiances’ en 2008 ;
- Canon International Nature Awards, prix spécial du jury, en 2008.

## Expositions
Entre autres :
- au Festival Nature Namur (Belgique), en 2009 ;
- au Festival Nature de Montier-en-Der (France), en 2009 avec ‘Monochromes’ ;
- au Festival de l’Oiseau de Baie de Somme en Baie de Somme (France), en 2010[5] ;
- au Festival Nature Namur (Belgique), en 2011[13] ;
- à Sankt Vith, en 2011[14] ;
- au Festival Nature de Montier-en-Der (France), en 2011, comme Parrain ‘Vision Libre’ du festival, avec deux expositions : ‘Islande : Lumières de Minuit’ et ‘Making of d’un livre’[7] ;
- à Bruxelles (Belgique), à l’espace ‘B52’, en 2011, avec ‘Monochromes 2’ ;
- à Namur (Belgique), en 2012, avec ‘Islande: Terre-eau’ ;
- à Bruxelles (Belgique), galerie "the Wild Side", en 2012 avec "Couleurs d'Islande"[15] ;
- au Festival Nature de Montier-en-Der (France), en 2013, avec deux expositions : ‘les derniers éléphants d'Afrique libres" et "PPNat : les protecteurs de la nature" ;
- à Windhoek (Namibie), galerie du FNCC - Franco Namibia Cultural Centre 14 April till 9 May 2014. "Namibia, Land of Extremes" - A Photo Exhibition by Elyane and Cedric Jacquet (37 prints) ;
- au Festival Nature de Montier-en-Der (France), en 2014, avec un pôle conservation du pangolin : expo photo et documentaire "quel lendemain pour le pangolin", conférence avec les principaux protagonistes de la sauvegarde du pangolin, animation enfants... ;
- au Festival Cœur de France, Parrain étranger, 2014 : "la Namibie, autrement"[16] ;
- à Namur (Belgique), en 2015, au festival photo Nature: "Quel lendemain pour le pangolin" ;
- à Vourles (Lyon, France), en 2015, parrain du festival de Vourles, avec 2 expositions : "les derniers éléphants sauvages", et "Quel lendemain pour les pangolins"[17] ;
- à Lünen (Allemagne), au GDT - Gesellschaft Deutscher Tierfotografen, october 2016 : "The plight of the pangolin"[18] ;
- au Festival Nature de Montier-en-Der (France), en 2017, "Le lac Kariba".

## Livres
- C’est beau près de chez vous de Cédric Jacquet, coédité par Racine  (ISBN 978-2-87386-758-4) et Jacaranda  (ISBN 978-2-96011-230-6) en 2011.
- Natuur om de hoek de Cédric Jacquet, édité par Lannoo (en néerlandais),  (ISBN 978-2-87386-761-4).